# Книжник Оксана
Окса́на Кни́жник (нар. 3 січня 1977) — українська гімнастка.

## З життєпису
Народилась 1977 року. Багаторазова учасниця чемпіонатів світу і Європи, етапів кубку світової серії Гран-прі у складі збірної України.
Змагалася на Олімпіаді 1996 року в складі збірної команди України — фіналістка.